# Abu Kamil
Abū Kāmil, Shujāʿ ibn Aslam ibn Muḥammad Ibn Shujāʿ (latinizat ca: Auoquamel, în arabă: ابو كامل‎, cunoscut și ca al-ḥāsib al-miṣrī literal, "socotitorul egiptean") (c. 850 – c. 930) a fost un matematician egiptean din Epoca de aur a islamului.
Contribuțiile sale aparțin domeniului algebrei.
Astfel, a rezolvat sisteme de ecuații care corespund unor probleme de geometrie și care conduc la calcule dificile cu radicali.
A prezentat o serie de reguli pentru transformările algebrice, a studiat identitățile algebrice, a operat cu mare abilitate cu iraționalele pătratice, a aplicat algebra la rezolvarea unor probleme de geometrie.
S-a ocupat cu rezolvarea în numere întregi a ecuațiilor nedeterminate, rezolvând sistemul:
{\displaystyle {\begin{cases}x+y+z=100\\5x+{\frac {y}{20}}+z=100\end{cases}}\!}
sau sistemul:
{\displaystyle {\begin{cases}x+y=10\\{\frac {10}{x}}+{\frac {10}{y}}+z=6{\frac {1}{4}}\end{cases}}\!}
și căruia ulterior Fibonacci i-a dat altă rezolvare.
De asemenea, a rezolvat sistemul:
{\displaystyle {\begin{cases}x+y+z+u+v=100\\2x+{\frac {y}{2}}+{\frac {z}{3}}+{\frac {u}{4}}+v=100=100\end{cases}},\!}
și căruia i-a determinat 1276 de soluții în numere întregi.
Abu Kamil dat regula de rezolvare a ecuației:
{\displaystyle x^{2}+px+q=0.}

## Scrieri
Cea mai valoroasă scriere a sa este Kitab taraif fi-l hisab ("Cartea rarităților din aritmetică"), care a fost tradusă în ebraică, spaniolă și latină.
Opera lui Abu Kamil a stat la baza lucrărilor lui Fibonacci.